# Hedya salicella
Espèce
Hedya salicella est un insecte lépidoptère de la famille des Tortricidae.
On le trouve assez fréquemment en Europe et en Asie.
Il a une envergure de 19 à 24 mm. Il vole de juin à octobre.
Sa larve se nourrit sur les saules et les peupliers.